# Persone di nome Ronald
| Questa pagina contiene informazioni ricavate automaticamente dalle voci biografiche con l'ausilio del template Bio e di un bot. L'aggiornamento è periodico e automatico e ricostruisce completamente la pagina. Se manca una persona in questa lista, sei pregato di non aggiungerla, ma accertati piuttosto che la sua voce biografica contenga il template Bio e che i dati anagrafici siano correttamente compilati. Se il template Bio manca, inseriscilo tu stesso o, in alternativa, metti l'avviso {{tmp\|Bio}} che ne segnala la mancanza. Se i dati riportati sono sbagliati, correggi direttamente la voce biografica; le modifiche saranno visibili in questa lista entro pochi giorni. Per chiarimenti vedi il progetto antroponimi. La lista contiene solo le 421 persone che sono citate nell'enciclopedia e per le quali è stato implementato correttamente il template Bio. Pagina aggiornata al 6 giu 2025. |

Questa è una lista di persone presenti nell'enciclopedia che hanno il nome Ronald, suddivise per attività principale.

## Allenatori di calcio(10)
- Ronald Arana, allenatore di calcio e ex calciatore boliviano (Santa Cruz de la Sierra, n. 1977)
- Ronald Ashman, allenatore di calcio e calciatore inglese (Whittlesey, n. 1926 - Scunthorpe, † 2004)
- Ronald de Boer, allenatore di calcio e ex calciatore olandese (Hoorn, n. 1970)
- Ronald Brunmayr, allenatore di calcio e ex calciatore austriaco (Steyr, n. 1975)
- Ronald Fuentes, allenatore di calcio, dirigente sportivo e ex calciatore cileno (Santiago del Cile, n. 1969)
- Ronald Koeman, allenatore di calcio e ex calciatore olandese (Zaandam, n. 1963)
- Ronnie McFall, allenatore di calcio e ex calciatore nordirlandese (Portadown, n. 1945)
- Ronald Spelbos, allenatore di calcio e ex calciatore olandese (Utrecht, n. 1954)
- Ron Tindall, allenatore di calcio e calciatore inglese (Streatham, n. 1935 - Perth, † 2012)
- Ronnie Whelan, allenatore di calcio e ex calciatore irlandese (Dublino, n. 1961)

## Allenatori di hockey su ghiaccio(4)
- Ron Harris, allenatore di hockey su ghiaccio e ex hockeista su ghiaccio canadese (Verdun, n. 1942)
- Ron Low, allenatore di hockey su ghiaccio e ex hockeista su ghiaccio canadese (Birtle, n. 1950)
- Scott Stevens, allenatore di hockey su ghiaccio e ex hockeista su ghiaccio canadese (Kitchener, n. 1964)
- Ron Stewart, allenatore di hockey su ghiaccio e hockeista su ghiaccio canadese (Calgary, n. 1932 - Kelowna, † 2012)

## Allenatori di pallacanestro(3)
- Ron Adams, allenatore di pallacanestro statunitense (Laton, n. 1947)
- Popeye Jones, allenatore di pallacanestro e ex cestista statunitense (Dresden, n. 1970)
- Ronald Ross, allenatore di pallacanestro e ex cestista statunitense (Hobbs, n. 1983)

## Allenatori di pallavolo(1)
- Ronald Zoodsma, allenatore di pallavolo e ex pallavolista olandese (Sneek, n. 1966)

## Artisti(2)
- Ron Cobb, artista, scenografo e disegnatore statunitense (Los Angeles, n. 1937 - Sydney, † 2020)
- Ronald Pope, artista e scultore inglese (Westbury-on-Severn, n. 1920 - † 1997)

## Assassini seriali(1)
- Ronald Dominique, serial killer statunitense (Thibodaux, n. 1964)

## Astisti(1)
- Ron Morris, astista statunitense (Glendale, n. 1935 - Glendale, † 2024)

## Astrofisici(1)
- Ronald Mallett, astrofisico statunitense (Roaring Spring, n. 1945)

## Astronauti(6)
- Ron Evans, astronauta statunitense (St. Francis, n. 1933 - Scottsdale, † 1990)
- Ronald Garan, ex astronauta statunitense (Yonkers, n. 1961)
- Ronald Grabe, ex astronauta e aviatore statunitense (New York, n. 1945)
- Ronald McNair, astronauta statunitense (Lake City, n. 1950 - Cape Canaveral, † 1986)
- Ronald Parise, astronauta statunitense (Warren, n. 1951 - Silver Spring, † 2008)
- Ronald Sega, ex astronauta e ingegnere statunitense (Cleveland, n. 1952)

## Attori(30)
- Ronnie Barker, attore e comico britannico (Bedford, n. 1929 - Adderbury, † 2005)
- Ron Canada, attore statunitense (New York, n. 1949)
- Ronald Colman, attore britannico (Richmond upon Thames, n. 1891 - Santa Barbara, † 1958)
- Ron Cook, attore britannico (South Shields, n. 1948)
- RJ Cyler, attore statunitense (Jacksonville, n. 1995)
- Ronald Dennis, attore, ballerino e cantante statunitense (Dayton, n. 1944 - † 2022)
- Steve Eastin, attore statunitense (Colorado, n. 1948)
- Ron Eldard, attore statunitense (Long Island, n. 1965)
- Ron Ely, attore e scrittore statunitense (Hereford, n. 1938 - Los Alamos, † 2024)
- Ron Feinberg, attore statunitense (San Francisco, n. 1932 - Los Angeles, † 2005)
- Ronald Fraser, attore britannico (Lancashire, n. 1930 - Londra, † 1997)
- Ron Glass, attore statunitense (Evansville, n. 1945 - Los Angeles, † 2016)
- Ronald Guttman, attore e produttore cinematografico belga (Uccle, n. 1952)
- Ronald Howard, attore e scrittore britannico (South Norwood, n. 1918 - Bridport, † 1996)
- Ron Karabatsos, attore statunitense (Elizabeth, n. 1933 - Beaumont, † 2012)
- Ronald Lacey, attore britannico (Londra, n. 1935 - Londra, † 1991)
- Ron Leibman, attore statunitense (New York, n. 1937 - New York, † 2019)
- Jason Lively, attore statunitense (n. 1968)
- Ron Livingston, attore statunitense (Cedar Rapids, n. 1967)
- Kokoy de Santos, attore, cantante e ballerino filippino (General Trias, n. 1998)
- Ron Masak, attore e doppiatore statunitense (Chicago, n. 1936 - Thousand Oaks, † 2022)
- Ronn Moss, attore, musicista e cantante statunitense (Los Angeles, n. 1952)
- Ron Perlman, attore e doppiatore statunitense (New York, n. 1950)
- Ronald Pickup, attore britannico (Chester, n. 1940 - Camden, † 2021)
- Ron Richardson, attore e baritono statunitense (Filadelfia, n. 1952 - Bronxville, † 1995)
- Ron Silver, attore e regista statunitense (New York, n. 1946 - New York, † 2009)
- Ronald Sinclair, attore neozelandese (Dunedin, n. 1924 - Woodland Hills, † 1992)
- Ronnie Stevens, attore inglese (Londra, n. 1925 - Londra, † 2006)
- Ron Yuan, attore, stuntman e artista marziale statunitense (New York)
- Ronald Zehrfeld, attore tedesco (Berlino Est, n. 1977)

## Attori pornografici(1)
- Ron Jeremy, attore pornografico statunitense (New York, n. 1953)

## Autori di giochi(1)
- Ron Edwards, autore di giochi statunitense (San Diego, n. 1964)

## Avvocati(3)
- Ronald Gamarra, avvocato e politico peruviano (Lima, n. 1958)
- Ronald I. Meshbesher, avvocato e giurista statunitense (Minneapolis, n. 1933 - Deephaven, † 2018)
- Ronald Rychlak, avvocato, docente e storico statunitense (Oxford, n. 1957)

## Bassi-baritoni(1)
- Ron Holgate, basso-baritono e attore statunitense (Aberdeen, n. 1937)

## Batteristi(2)
- Ronald Shannon Jackson, batterista statunitense (Fort Worth, n. 1940 - Fort Worth, † 2013)
- Ronnie Vannucci, batterista statunitense (Las Vegas, n. 1976)

## Biochimici(1)
- Ronald W. Davis, biochimico e genetista statunitense (Charleston, n. 1941)

## Canoisti(1)
- Ronald Rauhe, canoista tedesco (Berlino, n. 1981)

## Canottieri(2)
- Ronald Florijn, ex canottiere olandese (Leida, n. 1961)
- Ronald Sanderson, canottiere britannico (Uckfield, n. 1876 - Gommecourt, † 1918)

## Cantanti(5)
- Ronnie Drew, cantante e musicista irlandese (Dún Laoghaire, n. 1934 - Dublino, † 2008)
- Ronnie Jones, cantante e compositore statunitense (Springfield, n. 1937)
- Ronnie Tober, cantante olandese (Bussum, n. 1945)
- Ron Tree, cantante e bassista inglese (Leeds, n. 1963)
- Ronnie Van Zant, cantante statunitense (Jacksonville, n. 1948 - Contea di Amite, † 1977)

## Cantautori(6)
- Ronnie James Dio, cantautore statunitense (Portsmouth, n. 1942 - Houston, † 2010)
- Ronnie Hawkins, cantautore e musicista canadese (Huntsville, n. 1935 - Peterborough, † 2022)
- Ronald Isley, cantautore e produttore discografico statunitense (Cincinnati, n. 1941)
- Ronnie Radke, cantautore, musicista e rapper statunitense (Las Vegas, n. 1983)
- Bon Scott, cantautore britannico (Forfar, n. 1946 - Londra, † 1980)
- Ron Sexsmith, cantautore canadese (St. Catharines, n. 1964)

## Chimici(3)
- Ronald Gillespie, chimico britannico (Londra, n. 1924 - Hamilton, † 2021)
- Ronald Norrish, chimico inglese (Cambridge, n. 1897 - Cambridge, † 1978)
- Ronald Sydney Nyholm, chimico australiano (Broken Hill, n. 1917 - Cambridge, † 1971)

## Chitarristi(2)
- Bumblefoot, chitarrista, cantante e produttore discografico statunitense (New York, n. 1969)
- Ronnie Wood, chitarrista, bassista e pittore britannico (Londra, n. 1947)

## Ciclisti su strada(2)
- Ronald De Witte, ex ciclista su strada e dirigente sportivo belga (Wilrijk, n. 1946)
- Ron Kiefel, ex ciclista su strada e ciclocrossista statunitense (Denver, n. 1960)

## Comici(1)
- Ronald Golias, comico e attore brasiliano (São Carlos, n. 1929 - San Paolo, † 2005)

## Compositori(2)
- Ronald Binge, compositore e arrangiatore britannico (Derby, n. 1910 - Ringwood, † 1979)
- Ronald Braunstein, compositore, direttore d'orchestra e pianista statunitense (Shirley, n. 1955)

## Contrabbassisti(1)
- Ron Carter, contrabbassista statunitense (Ferndale, n. 1937)

## Criminali(2)
- Ronnie Biggs, criminale e cantante britannico (Londra, n. 1929 - Londra, † 2013)
- Ronald DeFeo Jr., criminale statunitense (New York, n. 1951 - Albany, † 2021)

## Crittografi(1)
- Ronald Rivest, crittografo statunitense (Schennectady, n. 1947)

## Culturisti(1)
- Ronnie Coleman, culturista statunitense (Monroe, n. 1964)

## Danzatori(1)
- Ronald Emblen, ballerino britannico (Porto Said, n. 1933 - Banbury, † 2003)

## Diplomatici(2)
- Ronald William Graham, diplomatico inglese (Londra, n. 1870 - Londra, † 1949)
- Ronald Sampson, diplomatico e politico britannico (n. 1918)

## Direttori della fotografia(1)
- Ronnie Taylor, direttore della fotografia inglese (Hampstead, n. 1924 - Ibiza, † 2018)

## Dirigenti sportivi(1)
- Ron Hextall, dirigente sportivo e ex hockeista su ghiaccio canadese (Brandon, n. 1964)

## Economisti(1)
- Ronald Coase, economista britannico (Willesden, n. 1910 - Chicago, † 2013)

## Filosofi(1)
- Ronald Dworkin, filosofo e giurista statunitense (Worcester, n. 1931 - Londra, † 2013)

## Flautisti(1)
- Ron Korb, flautista, compositore e cantautore canadese (Toronto)

## Fotografi(1)
- Ron Galella, fotografo statunitense (New York, n. 1931 - Montville, † 2022)

## Francescani(1)
- Ronald Bennet, francescano irlandese (n. 1935 - † 2024)

## Funzionari(1)
- Ron Klain, funzionario e politico statunitense (Indianapolis, n. 1961)

## Generali(1)
- Ronald Scobie, generale britannico (Mandalay, n. 1893 - Aldershot, † 1969)

## Ginnasti(1)
- Ronald McLean, ginnasta britannico (Londra, n. 1881 - † 1941)

## Giocatori di baseball(4)
- Ronald Acuña Jr., giocatore di baseball venezuelano (La Guaira, n. 1997)
- Ron Reed, ex giocatore di baseball e ex cestista statunitense (La Porte, n. 1942)
- Ron Santo, giocatore di baseball statunitense (Seattle, n. 1940 - Scottsdale, † 2010)
- Ronald Keith Williamson, giocatore di baseball statunitense (Ada, n. 1953 - Tulsa, † 2004)

## Giocatori di calcio a 5(2)
- Ronald Castillo, ex giocatore di calcio a 5 costaricano (n. 1965)
- Roninho, giocatore di calcio a 5 brasiliano (Varginha, n. 1987)

## Giocatori di curling(1)
- Ron Northcott, giocatore di curling canadese (Innisfail, n. 1935 - Calgary, † 2023)

## Giocatori di football americano(20)
- Ron Baker, ex giocatore di football americano statunitense (Gary, n. 1954)
- Ron Bartell, ex giocatore di football americano statunitense (Detroit, n. 1982)
- Ronald Blair, giocatore di football americano statunitense (Arlington, n. 1993)
- Ron Coder, giocatore di football americano statunitense (Savannah, n. 1954)
- Ronald Curry, giocatore di football americano statunitense (Hampton, n. 1979)
- Ronald Darby, giocatore di football americano statunitense (Oxon Hill, n. 1994)
- Ron Dayne, ex giocatore di football americano statunitense (Blacksburg, n. 1978)
- Ron Essink, ex giocatore di football americano statunitense (Zeeland, n. 1958)
- Ron Hallstrom, ex giocatore di football americano statunitense (Holden, n. 1959)
- Ron Holmes, giocatore di football americano statunitense (Fort Moore, n. 1963 - DuPont, † 2011)
- Ron Howard, ex giocatore di football americano statunitense (Oakland, n. 1951)
- Ron Jaworski, ex giocatore di football americano statunitense (Lackawanna, n. 1951)
- Ron Johnson, ex giocatore di football americano canadese (Monterey, n. 1958)
- Ronald Jones II, giocatore di football americano statunitense (Fort Stewart, n. 1997)
- Ronnie Lott, ex giocatore di football americano statunitense (Albuquerque, n. 1959)
- Ron Mattes, ex giocatore di football americano statunitense (Shenandoah, n. 1963)
- Ron Mix, ex giocatore di football americano statunitense (Los Angeles, n. 1938)
- Ronald Powell, giocatore di football americano statunitense (Riverside, n. 1991 - † 2024)
- Ron Rivera, ex giocatore di football americano e allenatore di football americano statunitense (Fort Ord, n. 1962)
- Ron Solt, ex giocatore di football americano statunitense (Maryland, n. 1962)

## Giocatori di football australiano(1)
- Ron Barassi, giocatore di football australiano australiano (Castlemaine, n. 1936 - Melbourne, † 2023)

## Giocatori di snooker(1)
- Ronnie O'Sullivan, giocatore di snooker inglese (Wordsley, n. 1975)

## Giuristi(1)
- Ronald J. Bacigal, giurista statunitense

## Hockeisti su ghiaccio(7)
- Ron Boehm, hockeista su ghiaccio canadese (Saskatoon, n. 1943 - Port Alberni, † 2017)
- Ron Francis, ex hockeista su ghiaccio e dirigente sportivo canadese (Sault Sainte Marie, n. 1963)
- Chico Maki, hockeista su ghiaccio canadese (Sault Ste. Marie, n. 1939 - Port Dover, † 2015)
- Ronald Petrovický, ex hockeista su ghiaccio slovacco (Žilina, n. 1977)
- Ronald Pettersson, hockeista su ghiaccio svedese (Surahammar, n. 1935 - Göteborg, † 2010)
- Ron Schock, ex hockeista su ghiaccio canadese (Chapleau, n. 1943)
- Ron Snell, ex hockeista su ghiaccio canadese (Regina, n. 1948)

## Imprenditori(5)
- Ron Dennis, imprenditore e dirigente sportivo britannico (Woking, n. 1947)
- Ronald Lauder, imprenditore statunitense (New York, n. 1944)
- Ronald Perelman, imprenditore statunitense (Greensboro, n. 1943)
- Ron Watkins, imprenditore statunitense (n. 1987)
- Ron Woodroof, imprenditore statunitense (Dallas, n. 1950 - Dallas, † 1992)

## Ingegneri(1)
- Ronald Wayne, ingegnere statunitense (Cleveland, n. 1934)

## Maratoneti(1)
- Ronald MacDonald, maratoneta canadese (Antigonish, n. 1874 - † 1947)

## Marciatori(1)
- Ronald Weigel, ex marciatore tedesco (Hildburghausen, n. 1959)

## Matematici(1)
- Ronald Graham, matematico statunitense (Taft, n. 1935 - San Diego, † 2020)

## Medici(1)
- Ronald Ross, medico britannico (Almora, n. 1857 - Londra, † 1932)

## Mezzofondisti(3)
- Ron Clarke, mezzofondista, maratoneta e politico australiano (Melbourne, n. 1937 - Gold Coast, † 2015)
- Ron Delany, ex mezzofondista irlandese (Arklow, n. 1935)
- Ronald Kwemoi, mezzofondista keniano (Monte Elgon, n. 1995)

## Militari(3)
- R. Lee Ermey, militare e attore statunitense (Emporia, n. 1944 - Santa Monica, † 2018)
- Ronald Graham, ufficiale inglese (Yokohama, n. 1896 - Isola di Arran, † 1967)
- Ronald Niel Stuart, militare britannico (Toxteth, n. 1886 - Charing, † 1954)

## Montatori(1)
- Ronald Bronstein, montatore e sceneggiatore statunitense

## Musicisti(2)
- Ronnie Lane, musicista inglese (Plaistow, n. 1946 - Trinidad, † 1997)
- Pigpen McKernan, musicista statunitense (San Bruno, California, n. 1945 - Corte Madera, California, † 1973)

## Nobili(1)
- Ronald Leslie-Melville, XI conte di Leven, nobile scozzese (n. 1835 - † 1906)

## Nuotatori(3)
- Ron Dekker, nuotatore olandese (Deventer, n. 1966)
- Ronald Mills, ex nuotatore statunitense (Fort Worth, n. 1951)
- Ronald Roberts, nuotatore britannico (n. 1922 - † 2012)

## Ostacolisti(2)
- Ronald Levy, ostacolista giamaicano (Westmoreland, n. 1992)
- Ron Whitney, ex ostacolista statunitense (Modesto, n. 1942)

## Pallanuotisti(7)
- Ron Crawford, pallanuotista e allenatore di pallanuoto statunitense (Brea, n. 1939 - Manhattan Beach, † 2015)
- Ronald Lopatni, pallanuotista jugoslavo (Zagabria, n. 1944 - Zagabria, † 2022)
- Ron Meredith, ex pallanuotista sudafricano (Johannesburg, n. 1932)
- Ronald Severa, pallanuotista statunitense (Munden, n. 1936)
- Ronald Tinkler, ex pallanuotista sudafricano (Johannesburg, n. 1934)
- Ron Turner, pallanuotista britannico (Londra, n. 1927 - Londra, † 2007)
- Ron Volmer, ex pallanuotista e nuotatore statunitense (Downey, n. 1935)

## Pallavolisti(1)
- Ron Zwerver, ex pallavolista e allenatore di pallavolo olandese (Amsterdam, n. 1967)

## Pattinatori artistici su ghiaccio(4)
- Ronald Joseph, ex pattinatore artistico su ghiaccio statunitense (Chicago, n. 1944)
- Ronald Kauffman, ex pattinatore artistico su ghiaccio statunitense (Seattle, n. 1946)
- Ronald Ludington, pattinatore artistico su ghiaccio statunitense (Boston, n. 1934 - Newark, † 2020)
- Ronnie Robertson, pattinatore artistico su ghiaccio statunitense (Brackenridge, n. 1937 - Fountain Valley, † 2000)

## Pattinatori di velocità su ghiaccio(1)
- Ronald Mulder, pattinatore di velocità su ghiaccio olandese (Zwolle, n. 1986)

## Personaggi televisivi(1)
- Ronald Ortiz-Magro, personaggio televisivo statunitense (New York, n. 1985)

## Pesisti(1)
- Ron Backes, ex pesista statunitense (Saint Cloud, n. 1963)

## Pianisti(1)
- Ronald Brautigam, pianista olandese (Amsterdam, n. 1954)

## Piloti automobilistici(3)
- Ronnie Bucknum, pilota di Formula 1 statunitense (Alhambra, n. 1936 - San Luis Obispo, † 1992)
- Ron Flockhart, pilota di Formula 1 britannico (Edimburgo, n. 1923 - Kallista, † 1962)
- Mack Hellings, pilota automobilistico statunitense (Fort Dodge, n. 1915 - Contea di Kern, † 1951)

## Piloti motociclistici(2)
- Ronald Beitler, pilota motociclistico olandese (Ermelo, n. 1977)
- Ron Haslam, pilota motociclistico britannico (Langley Mill, n. 1956)

## Pistard(2)
- Ronald Keeble, ex pistard britannico (Londra, n. 1946)
- Ron Stretton, pistard britannico (Epsom, n. 1930 - Toronto, † 2012)

## Pittori(1)
- Ronald Brooks Kitaj, pittore statunitense (Chagrin Falls, n. 1932 - Los Angeles, † 2007)

## Poeti(2)
- Ronald de Carvalho, poeta, saggista e storico brasiliano (Rio de Janeiro, n. 1893 - Rio de Janeiro, † 1935)
- R. S. Thomas, poeta e scrittore gallese (Cardiff, n. 1913 - † 2000)

## Politici(22)
- Ron Brown, politico statunitense (Washington, n. 1941 - Ragusa di Dalmazia, † 1996)
- Ronald Coleman, politico statunitense (El Paso, n. 1941)
- Ron DeSantis, politico e ex militare statunitense (Jacksonville, n. 1978)
- Ron Dellums, politico e attivista statunitense (Oakland, n. 1935 - Washington, † 2018)
- Ron Estes, politico statunitense (Topeka, n. 1956)
- Ronald Guternbach, politico e scrittore tedesco (Lubecca, n. 1194 - Londra, † 1268)
- Ron Johnson, politico e imprenditore statunitense (Mankato, n. 1955)
- Ron Kind, politico e avvocato statunitense (La Crosse, n. 1963)
- Ron Klein, politico e avvocato statunitense (Cleveland, n. 1957)
- Ron Klink, politico statunitense (Canton, n. 1951)
- Ronald Machtley, politico statunitense (Johnstown, n. 1948)
- Ron Marlenee, politico statunitense (Scobey, n. 1935 - Bozeman, † 2020)
- Ronald Munro-Ferguson, I visconte Novar, politico britannico (Kirkcaldy, n. 1860 - Scozia, † 1934)
- Ron Paul, politico statunitense (Pittsburgh, n. 1935)
- Ronald Plasterk, politico olandese (L'Aia, n. 1957)
- Ronald Reagan, politico, sindacalista e attore statunitense (Tampico, n. 1911 - Los Angeles, † 2004)
- Ronald Singson, politico e imprenditore filippino (Manila, n. 1968)
- Ronald Spogli, politico, diplomatico e imprenditore statunitense (Los Angeles, n. 1948)
- Ronald Venetiaan, politico surinamese (Paramaribo, n. 1936)
- Ron Wright, politico statunitense (Jacksonville, n. 1953 - Dallas, † 2021)
- Ron Wyden, politico statunitense (Wichita, n. 1949)
- Ronald dela Rosa, politico, prefetto e poliziotto filippino (Santa Cruz, n. 1962)

## Politologi(1)
- Ronald Inglehart, politologo e sociologo statunitense (Milwaukee, n. 1934 - Ann Arbor, † 2021)

## Presbiteri(1)
- Ronald Knox, presbitero, teologo e scrittore britannico (Kibworth, n. 1888 - Londra, † 1957)

## Produttori discografici(3)
- Ron Aniello, produttore discografico, compositore e musicista statunitense (Las Vegas)
- Mathematics, produttore discografico statunitense (New York, n. 1971)
- Ronny J, produttore discografico e rapper statunitense (Camden, n. 1992)

## Progettisti(1)
- Ron Tauranac, progettista e imprenditore australiano (Gillingham, n. 1925 - Sunshine Coast, † 2020)

## Psichiatri(1)
- Ronald Laing, psichiatra scozzese (Glasgow, n. 1927 - Saint-Tropez, † 1989)

## Psicologi(1)
- Ronald Leo Sprinkle, psicologo statunitense (Rocky Ford, n. 1930)

## Pugili(3)
- Ron Bellamy, ex pugile statunitense (Savannah, n. 1964)
- Ronald Woodson Harris, ex pugile statunitense (Canton, n. 1948)
- Ron Rawson, pugile britannico (Kensington, n. 1892 - Kensington, † 1952)

## Rapper(1)
- Baby Bash, rapper statunitense (Vallejo, n. 1975)

## Registi(5)
- Ron Clements, regista, animatore e sceneggiatore statunitense (Sioux City, n. 1953)
- Ron Howard, regista, produttore cinematografico e attore statunitense (Duncan, n. 1954)
- Ronald F. Maxwell, regista, produttore televisivo e sceneggiatore statunitense (Clifton, n. 1949)
- Ronald Neame, regista, sceneggiatore e direttore della fotografia inglese (Londra, n. 1911 - Los Angeles, † 2010)
- Henri Pachard, regista statunitense (Kansas City, n. 1939 - California, † 2008)

## Registi teatrali(1)
- Ron Field, regista teatrale e coreografo statunitense (New York, n. 1933 - New York, † 1989)

## Rugbisti a 15(1)
- Ron Cribb, ex rugbista a 15 neozelandese (Wanganui, n. 1976)

## Sassofonisti(1)
- Ronnie Cuber, sassofonista statunitense (New York City, n. 1941 - † 2022)

## Sceneggiatori(4)
- Ronald Harwood, sceneggiatore, scrittore e drammaturgo sudafricano (Città del Capo, n. 1934 - Sussex, † 2020)
- Ronald D. Moore, sceneggiatore, produttore televisivo e regista statunitense (Chowchilla, n. 1964)
- Ron Nyswaner, sceneggiatore e regista statunitense (Clarksville, n. 1956)
- Ronald Shusett, sceneggiatore e produttore cinematografico statunitense (Pittsburgh, n. 1935 - † 2024)

## Schermidori(1)
- René Paul, schermidore britannico (Paddington, n. 1921 - Londra, † 2008)

## Sciatori alpini(1)
- Ronald Stampfer, ex sciatore alpino austriaco (n. 1976)

## Scrittori(6)
- Ronald Bass, scrittore, sceneggiatore e produttore cinematografico statunitense (Los Angeles, n. 1942)
- Ronald Duncan, scrittore, poeta e drammaturgo britannico (Salisbury, n. 1914 - Barnstaple, † 1982)
- Ronald Fangen, scrittore norvegese (Kragerø, n. 1895 - Fornebu, † 1946)
- Ronald Kirkbride, scrittore e sceneggiatore canadese (Victoria, n. 1912 - Londra, † 1973)
- Ron Kovic, scrittore, attivista e ex militare statunitense (Ladysmith, n. 1946)
- Ronald Radosh, scrittore, docente e storico statunitense (New York, n. 1937)

## Scultori(1)
- Ronald Gower, scultore, scrittore e politico britannico (n. 1845 - Royal Tunbridge Wells, † 1916)

## Sovrani(1)
- Muwenda Mutebi II, re ugandese (Kampala, n. 1955)

## Statistici(1)
- Ronald Fisher, statistico, matematico e biologo britannico (Londra, n. 1890 - Adelaide, † 1962)

## Storici(3)
- Max Hartwell, storico australiano (n. 1921 - † 2009)
- Ronald Hutton, storico britannico (Udhagamandalam, n. 1953)
- Ronald Syme, storico neozelandese (Eltham, n. 1903 - Oxford, † 1989)

## Storici della scienza(1)
- Ronald L. Numbers, storico della scienza statunitense (n. 1942 - † 2023)

## Tennisti(4)
- Ronald Agénor, ex tennista haitiano (Rabat, n. 1964)
- Ronald Barnes, tennista brasiliano (Rio de Janeiro, n. 1941 - New York, † 2002)
- Ron Holmberg, ex tennista statunitense (Brooklyn, n. 1938)
- Ronald Thomas, tennista australiano (n. 1888 - † 1936)

## Traduttori(1)
- Ronald Edward Latham, traduttore, latinista e medievista britannico (n. 1907 - † 1992)

## Velocisti(4)
- Ronald Desruelles, velocista e lunghista belga (Anversa, n. 1955 - Patong, † 2015)
- Ron Freeman, ex velocista statunitense (Elizabeth, n. 1947)
- Ronald Pognon, velocista francese (Le Lamentin, n. 1982)
- Ronnie Ray Smith, velocista statunitense (Los Angeles, n. 1949 - Los Angeles, † 2013)

## Vescovi cattolici(4)
- Ronald Philippe Bär, vescovo cattolico olandese (Manado, n. 1928 - Teteringen, † 2025)
- Ronald William Gainer, vescovo cattolico statunitense (Pottsville, n. 1947)
- Ronald Aldon Hicks, vescovo cattolico statunitense (Harvey, n. 1967)
- Ronald Austin Mulkearns, vescovo cattolico australiano (Caulfield, n. 1930 - Ballarat, † 2016)

## Wrestler(6)
- Ron Bass, wrestler statunitense (Harrisburg, n. 1948 - Tampa, † 2017)
- Ron Fuller, ex wrestler statunitense (Knoxville, n. 1946)
- Jason Knight, wrestler statunitense (Waterbury, n. 1963)
- Lonnie Mayne, wrestler statunitense (Fairfax, n. 1944 - San Bernardino, † 1978)
- Ron Reis, wrestler statunitense (San Jose, n. 1970)
- Shawn Spears, wrestler canadese (St. Catharines, n. 1981)

## Senza attività specificata(1)
- Ron Judkins, tecnico del suono statunitense (Little Rock, n. 1953)